# Revolução de 4 de Junho de 1979
A Revolução de 4 de Junho ou Levante de 4 de Julho foi uma violenta revolta em Gana em 1979, que surgiu de uma combinação de corrupção, má governança, falta de disciplina no exército e frustrações no exército e entre a população em geral.
Foi provocada quando o regime militar do Supremo Conselho Militar do General Fred Akuffo colocou o então tenente Jerry John Rawlings em julgamento público por tentar derrubar o governo em 15 de maio de 1979. Entretanto, na noite de 3 de junho de 1979, jovens oficiais militares invadiram a prisão onde Rawlings estava sendo mantido, o libertaram, e ostensivamente o escoltaram até a estação de rádio nacional para fazer um pronunciamento. 
Toda a nação entrou em tumulto. Os soldados aprisionaram altos oficiais militares, incluindo três ex-chefes de estado, o general Fred Akuffo, Ignatius Kutu Acheampong e Akwasi Afrifa para julgamento. Em seguida, seriam executados pelo esquadrão fuzilamento.
Rawlings foi nomeado chefe do Conselho Revolucionário das Forças Armadas pelos oficiais militares sublevados para dirigir o país até que uma eleição fosse concluída.
Rawlings entregou o poder ao Dr. Hilla Limann em setembro de 1979, porém o derrubaria em 31 de dezembro de 1981.